# Jasper Johns
Jasper Johns (Augusta (Georgia), 15 mei 1930) is een vooraanstaand Amerikaans kunstschilder, beeldhouwer en graficus. Hij is bekend van onder andere zijn schilderijen van de Amerikaanse vlag. Hij ontving in 2011 de Presidential Medal of Freedom.

## Biografie
Johns studeerde kort aan de University of South Carolina in Columbia maar in 1949 verhuisde hij naar New York waar hij lessen nam aan de Parsons School of Design. Hij werd echter opgeroepen voor dienst in het Amerikaanse leger, en werd gestationeerd in Japan. In 1952 keerde hij terug naar New York, waar hij zijn geld verdiende met een baantje in een boekenwinkel. Ook werkte hij in die tijd als etaleur voor grote winkels zoals Tiffany. Dit werk deed hij met zijn vriend Robert Rauschenberg met wie hij ook huis en atelier deelde.
In 1954 en 1955 schilderde hij zijn eerste doeken Flag (vlag), Target (doelwit) en Number (nummer). Deze exposeerde hij in 1958 tijdens zijn eerste solotentoonstelling, die plaatsvond in de galerie van Leo Castelli in New York. Deze expositie markeerde het begin van een succesvolle carrière. Al in 1958 werd zijn werk voor het eerst getoond op de biënnale van Venetië.
Johns was bevriend met John Cage en Merce Cunningham en werkte samen met onder anderen Robert Morris, Andy Warhol, en Bruce Nauman. In 1960 maakte hij beschilderde bronzen op ware grootte van twee blikjes Ballantine Ale.
In maart 2010 werd een van zijn vlaggen uit 1954 geveild voor ongeveer 110 miljoen dollar, waarmee hij de eerste plaats bereikte op de lijst van duurste levende kunstenaars.

## Stijl
Zijn werk paste niet in de abstract expressionistische stroming van dat moment. Hij wordt gezien als een directe voorloper van de popart.
Zijn werk kenmerkt zich door zijn materiaalkeuze. Johns gebruikt vaak herkenbare alledaagse onderwerpen met een simpel compositiepatroon zoals vlaggen en nummers. De verf brengt hij rijkelijk aan. Daarnaast gebruikt hij ook andere materialen zoals pleisterkleurige was en 'echte voorwerpen'.

## Recente tentoonstellingen (selectie)
- 2017 Something Resembling Truth, Royal Academy of Arts, Londen
- 2012 Seeing with the Mind's Eye, San Francisco Museum of Modern Art
- 2011 New Sculpture and Works on Paper, Matthew Marks Gallery, New York
- 2010 Drawing Over, Leo Castelli Gallery, New York
- 2010 Jasper Johns at the McNay: Past and Present, McNay Art Museum, San Antonio, Texas
- 2009 Works on Paper 1994–2007, The Butler Institute of American Art, Youngstown, Ohio
- 2008 The Prints, The Madison Museum of Contemporary Art, Madison, Wisconsin
- 2007 States and Variations: Prints by Jasper Johns, National Gallery of Art, Washington, D.C.[3]
- 2007 Gray, The Art Institute of Chicago / The Metropolitan Museum of Art, New York
- 2007 An Allegory of Painting, 1955–1965, National Gallery of Art, Washington, D.C. / Kunstmuseum Basel
- 2003 Numbers, Cleveland Museum of Art / Los Angeles County Museum of Art
- 2003 Past Things and Present: Jasper Johns Since 1983, Walker Art Center, Minneapolis
- 1999 New Paintings and Works on Paper, San Francisco Museum of Modern Art
- 1996 A Retrospective, The Museum of Modern Art, New York / Museum Ludwig, Keulen / Museum of Contemporary Art, Tokyo

## Erkenning en prijzen
- Johns nam verschillende keren deel aan de documenta in Kassel.
- In 1988 won hij de Grote Prijs voor de Schilderkunst tijdens de biënnale van Venetië.
- In 1990 ontving hij de National Medal of Arts.

## Musea
- Fine Arts Museums of San Francisco in San Francisco
- Metropolitan Museum of Art in New York
- Museum of Fine Arts in Houston

## Werken
- White Flag, 1990
- Two Maps I, 1966
- Target, 1971
- Untitled, 1977
- Usuyuki, 1981 (zeefdruk)
- Two beer cans